# 比較選挙調査プロジェクト
比較選挙調査プロジェクト（ひかくせんきょちょうさプロジェクト、英: Comparative Study of Electoral Systems, CSES）は、世界中の国政選挙研究者による共同研究プロジェクトである。参加国及び政体は、国政選挙後の調査における質問の中に共通のモジュールを加えることになっている。得られたデータは、投票、社会属性、選挙区、マクロ変数とともに1つのデータセットの中で対照されているため、マルチレベルの観点からの投票行動の比較分析が可能である。
CSESは無料かつ公共のデータセットとして公開されている。プロジェクトはCSES事務局によって運営されており、Institute for Social Research at the University of Michiganと、the GESIS – Leibniz Institute for the Social Sciences in Germanyが事務局を共同で運営している。

## 研究の目的と内容
CSESプロジェクトは、主に二つの目的のために1994年に設立された。第1の目的は、国政選挙研究者の間の国際協業を推進することである。第2の目的は、政治制度（とりわけ選挙制度）の違いや制度の違いが個人の態度や行動（とりわけ投票参加と投票選択）へ与える影響の研究を可能にすることである。
CSESのデータセットには、3レベルの変数が含まれている。1つ目はミクロレベルの変数であり、各対象国の選挙後の調査における回答者の回答から得られている。2つ目は選挙区レベルの変数であり、回答者が居住する選挙区の選挙結果が含まれている。3つ目はマクロレベルの変数であり、国の状況や選挙制度についての情報に加えて経済指標や民主主義指数などの集計データが含まれている。Figure 1に示されるような入れ子式のデータ構造がマルチレベルでの分析を可能にしている。
新しいテーマのモジュールがCSES企画委員会によって5年ごとに考案されている。完全版のモジュールを最終的に公開するのに先立って、CSESは定期的にデータセットを先行配布しており、このデータセットにはそれまでに未公開であった過去のモジュールのデータが含まれる。
モジュール1のためのサーベイデータの収集は1996年から2001年までに実施され、制度のパフォーマンスについて焦点があてられた。このモジュールによって、選挙制度が市民の政治認識や行動に与える影響や政治的・社会的亀裂および連合関係に与える影響を研究することが可能になっている。さらに、民主的な制度やプロセスに対する市民の評価についての研究も可能になっている。モジュール1には、33か国で実施された39の選挙に関する調査が含まれている。
モジュール2のためのサーベイデータの収集は2001年から2006年までに実施され、アカウンタビリティと代表について焦点があてられた。このモジュールでは、選挙は政府をaccountableにする装置であるという見解と、選挙は市民の意見と利益が民主的なプロセスにおいて適切に代表されることを保証するための手段の一つであるという見解の対比が取り扱われた。モジュール2は、38か国で実施された41の選挙に関する調査が含まれている。
モジュール3のためのサーベイデータの収集は2006年から2011年までに実施された。このモジュールでは投票において意味のある選択が行われているのか分析することが可能になり、選挙研究の重要な論点である選択におけるcontingencyに焦点があてられた。モジュール3は、50か国で実施された41の選挙に関する調査が含まれている。
モジュール4のためのサーベイデータの収集は、2011年から2016年までに実施され、分配政治と社会的保護について焦点があてられた。主要テーマとして調査されたのは、公共政策に関する有権者の選好と、選好の形成において政治制度や投票行動が果たす役割である。モジュール4は、39か国で実施された45の選挙に関する調査が含まれている。
モジュール5のためのサーベイデータの収集は、2016年から2021年まで実施され、有権者の政治的エリートについての認識、そして外集団（out groups）についての認識に焦点をあてている。したがって、反エスタブリッシュメント政党や外集団を敵視する政党の台頭という状況における有権者の態度と投票行動についての研究が可能になっている。
各モジュールで利用が可能な変数リストの完全版はCSESのホームページで手に入れることができる。

## 調査対象国
|                  | Module 1   | Module 2   | Module 3  | Module 4  |
| ---------------- | ---------- | ---------- | --------- | --------- |
| アルバニア       |            | 2005       |           |           |
| アルゼンチン     |            |            |           | 2015      |
| オーストラリア   | 1996       | 2004       | 2007      | 2013      |
| オーストリア     |            |            | 2008      | 2013      |
| ベラルーシ       | 2001       |            | 2008      |           |
| ベルギー         | 1999,1999  | 2003       |           |           |
| ブラジル         |            | 2002       | 2006,2010 | 2014      |
| ブルガリア       |            | 2001       |           | 2014      |
| カナダ           | 1997       | 2004       | 2008      | 2011,2015 |
| チリ             | 1999       | 2005       | 2009      |           |
| クロアチア       |            |            | 2007      |           |
| チェコ           | 1996       | 2002       | 2006,2010 | 2013      |
| デンマーク       | 1998       | 2001       | 2007      |           |
| エストニア       |            |            | 2011      |           |
| フィンランド     |            | 2003       | 2007,2011 | 2015      |
| フランス         |            | 2002       | 2007      | 2012      |
| ドイツ           | 1998       | 2002, 2002 | 2005,2009 | 2013      |
| イギリス         | 1997       | 2005       |           | 2015      |
| ギリシャ         |            |            | 2009      | 2012,2015 |
| 香港             | 1998,2000  | 2004       | 2008      | 2012      |
| ハンガリー       | 1998       | 2002       |           |           |
| アイスランド     | 1999       | 2003       | 2007,2009 | 2013      |
| アイルランド     |            | 2002       | 2007      | 2011      |
| イスラエル       | 1996       | 2003       | 2006      | 2013      |
| イタリア         |            | 2006       |           |           |
| 日本             | 1996       | 2004       | 2007      | 2013      |
| ケニア           |            |            |           | 2013      |
| キルギス         |            | 2005       |           |           |
| ラトビア         |            |            | 2010      | 2011,2014 |
| リトアニア       | 1997       |            |           |           |
| メキシコ         | 1997,2000  | 2003       | 2006,2009 | 2012,2015 |
| モンテネグロ     |            |            |           | 2012      |
| オランダ         | 1998       | 2002       | 2006,2010 |           |
| ニュージーランド | 1996       | 2002       | 2008      | 2011,2014 |
| ノルウェー       | 1997       | 2001       | 2005,2009 | 2013      |
| ペルー           | 2000,2001  | 2006       | 2011      | 2016      |
| フィリピン       |            | 2004       | 2010      | 2016      |
| ポーランド       | 1997       | 2001       | 2005,2007 | 2011      |
| ポルトガル       | 2002       | 2005       | 2009      | 2015      |
| ルーマニア       | 1996       | 2004       | 2009      | 2012,2014 |
| ロシア           | 1999, 2000 | 2004       |           |           |
| セルビア         |            |            |           | 2012      |
| スロバキア       |            |            | 2010      | 2016      |
| スロベニア       | 1996       | 2004       | 2008      | 2011      |
| 南アフリカ共和国 |            |            | 2009      | 2014      |
| 韓国             | 2000       | 2004       | 2008      | 2012      |
| スペイン         | 1996,2000  | 2004       | 2008      |           |
| スウェーデン     | 1998       | 2002       | 2006      | 2014      |
| スイス           | 1999       | 2003       | 2007      | 2011      |
| 台湾             | 1996       | 2001,2004  | 2008      | 2012      |
| タイ             | 2001       |            | 2007      | 2011      |
| トルコ           |            |            | 2011      | 2015      |
| ウクライナ       | 1998       |            |           |           |
| アメリカ合衆国   | 1996       | 2004       | 2008      | 2012      |
| ウルグアイ       |            |            | 2009      |           |

全てのモジュールについての調査結果の表が頻繁に更新されており、CSESのホームページ上ではその情報の閲覧が可能である。

## データへのアクセス
CSESのデータは誰でも無料で利用可能である。データの公開は非独占的ある。すなわち、誰かを特別に扱ったり先んじたアクセスを許したりすることなく公開される。データは、STATA、SPSS、SAS、Rなどの一般的な統計パッケージも含めた複数のフォーマットで利用可能である。データはCSESのホームページだけでなく、GESISのデータカタログからもダウンロードできる。さらに、データセットを閲覧し分析するために、GESISのオンライン分析ツールであるZACATの利用も可能である。

## 組織構造と資金

### CSES事務局
各国の国政選挙研究者と協力のもと、CSES事務局がCSESプロジェクトを運営している。事務局はドイツのGESIS – Leibniz Institute for the Social Scienceとアメリカ合衆国アナーバーにあるミシガン大学のスタッフによって構成されている。事務局は各国の調査を国際データセットへと統合していくことによって、最終的なCSESのデータセットを構築することを任されている。また、選挙区及びマクロレベルのデータを収集すること、データに関わる文書を作成すること、そしてデータの質を保証することも事務局の仕事である。さらには、事務局はCSESのウェブページの維持管理、プロジェクトの推進、ユーザーコミュニティへの支援の提供、学会や会議を企画することもある。

### 企画委員会、研究協力者、CSES総会
CSESの研究課題、調査設計、質問票は、政治学、社会学、調査方法論の一流の研究者で構成される国際委員会によって考案される。この委員会は、CSES企画委員会として知られている。新規モジュールの開発の初期の段階で新しい企画委員会が立ち上げられる。企画委員はユーザーコミュニティから推薦され、CSESの総会で承認されることによって任命される。総会は、CSESに参加している国々の国政選挙研究者によって構成されている。新規モジュールのアイディアは誰でも提出することができる。現在の企画委員会とそのメンバー、部会の報告書、過去の企画委員会についてのさらなる情報はCSESのホームページで閲覧可能である。CSESに参加している各国研究者の一覧もホームページで閲覧可能である。

### 資金と支援
CSESの事務局はアメリカ国立科学財団、GESIS – Leibniz Institute for the Social Science、ミシガン大学Center for Political Studiesの財政的支援を受けており、さらに各参加国の調査からの自発的協力、企画会議や大会を支援するその他の組織からの支援、CSESの共同研究者による選挙研究を支援する多くの組織の支援も受けている。

## Klingemann Prize
CSESを用いた最も優れた業績（論文、著書、学位論文、その他の広く定義される学術的成果）に対して、毎年CSESはGESIS Klingemann Prizeを授与している。この賞はGESIS – Leibniz Institute for the Social Scienceが提供しており、CSESの共同設立者であり、選挙の国際比較研究に多大なる貢献を果たし、国際的にも高名の政治学者であるHans-Dieter Klingemann博士の栄誉を称えて命名されている。推薦作はCSESを広範的に利用し、印刷物かオンライン上かを問わず授賞日以前に公開されていなければならない。

## 詳報
CSESに関するさらなる情報はホームページから得られる。CSESはソーシャルメディアも積極的に活用しており、Twitter（@csestweets）とFacebookのアカウントを管理している。ブログも開設しており、CSESプロジェクトの仕事ぶりや、関係研究者、ユーザーコミュニティの様子について垣間見ることができる。ブログでは、CSESのデータを用いた研究の紹介、世界各国からの共同研究者の選挙研究の紹介、CSESや比較政治学の研究についての新しい情報の告知を行っている。

## CSES Bibliography
CSES Bibliographyでは、CSESを活用している学術的な出版物やプレゼンテーションが引用されている。